# Павлюченков, Игнат Павлович
Игнат Павлович Павлюченков (9 января 1909, Кислые, Смоленская губерния — 21 октября 1943, Мелитопольский район) — советский военачальник, командир 1168-го стрелкового полка 346-й стрелковой дивизии 51-й армии Южного фронта, подполковник, Герой Советского Союза (1944, посмертно). Погиб в бою.

## Биография
Родился 9 января 1909 года в деревне Кислые ныне Смоленского района Смоленской области в семье крестьянина. Окончил Козловскую начальную школу, затем обучался у портного. В марте 1931 года поступил на Смоленскую швейную фабрику.
Осенью 1931 года был призван в Красную Армию. В 1932 году вступил в ВКП(б), был избран секретарём партийного бюро части. На фронте — с июня 1941 года.
10 октября 1943 года в бою за город Мелитополь полк нанёс противнику значительный урон в живой силе и технике, захватил пленных. Было уничтожено 23 пулемётные точки, 2 орудия, захвачено 2 склада с боеприпасами. 21 октября в бою за высоту 41,4 южнее Мелитополя подполковник Павлюченков погиб.
Указом Президиума Верховного Совета СССР от 19 марта 1944 года за «образцовое выполнение заданий командования и проявленные мужество и героизм в боях с немецко-фашистскими захватчиками» подполковнику Павлюченкову Игнату Павловичу посмертно присвоено звание Героя Советского Союза.
Похоронен в селе Мордвиновка Мелитопольского района Запорожской области в отдельной могиле.